# Sächsisches Landessozialgericht

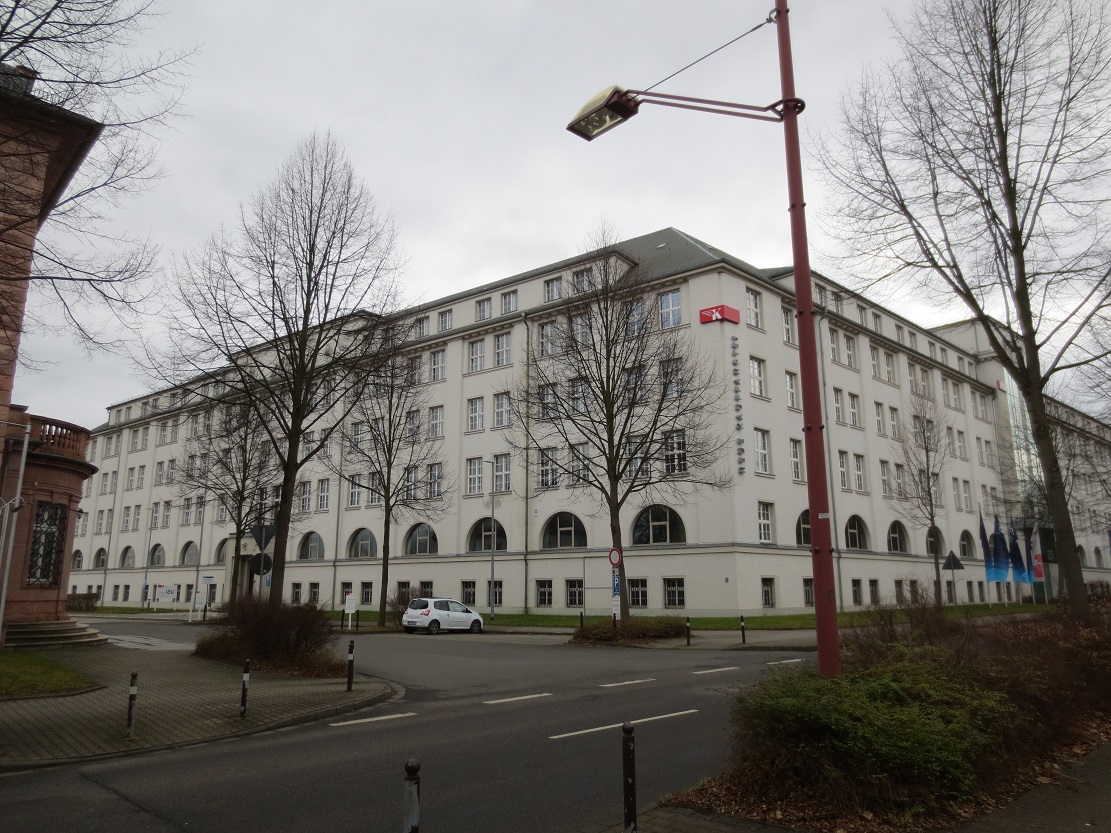
Sächsisches Landessozialgericht in Chemnitz, Kauffahrtei 25.

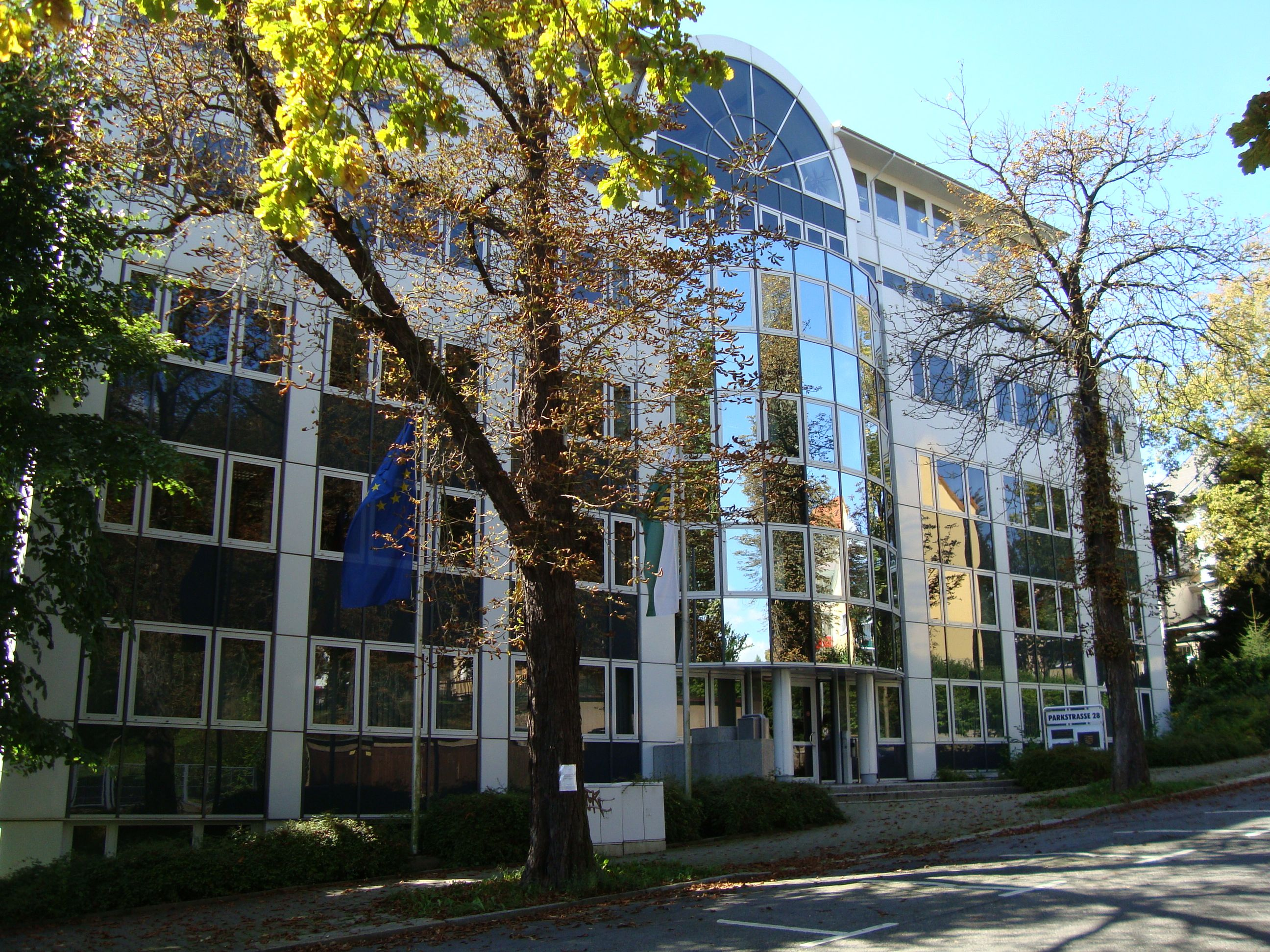
Ehemaliger Standort des Sächsischen Landessozialgerichtes in der Parkstraße 28

Das Sächsische Landessozialgericht ist ein Gericht der Sozialgerichtsbarkeit des Freistaats Sachsen.

## Gerichtssitz und -bezirk
Das Landessozialgericht (LSG) hat seinen Sitz in Chemnitz. Der Gerichtsbezirk umfasst das gesamte Gebiet des Freistaats Sachsen.

## Gerichtsgebäude
Das Sächsische Landessozialgericht ist im Gebäude Kauffahrtei 25 in 09120 Chemnitz untergebracht. Das Gebäude wurde 1921–1924 als Handelszentrale für die Großeinkaufsgesellschaft Deutscher Konsumvereine (GEG) errichtet, Architekt war Erich Basarke. Der Gebäudekomplex steht unter Denkmalschutz.

## Geschichte
Von 2018 bis 2023 bekleidete mit Dorrit Klotzbücher die erste Frau das Amt der Präsidentin des Sächsischen Landessozialgerichtes.

## Leitung
- Ab 1. Juli 1992: Karl-Ludwig Hierl, * 25. August 1939
- 2018–2023: Dorrit Klotzbücher
- seit 2023: Claudia Kucklick

## Instanzenzug
Dem Landessozialgericht ist das Bundessozialgericht übergeordnet. Nachgeordnete Gerichte sind die Sozialgerichte Chemnitz, Dresden und Leipzig.